# 4th Time Around
4th Time Around är en låt skriven och framförd av Bob Dylan, släppt först på albumet Blonde on Blonde 1966.
Låten påstås vara som ett svar på The Beatles låt Norwegian Wood från 1965. Låtarnas text och melodin har likheter. "Norwegian Wood" var ett konstnärligt genombrott för John Lennon (som skrev låten). Dylan skrev "4th Time Around" antingen därför att Dylan inte gillade att Lennon härmades alternativt avsåg Dylan att hylla Beatles-låt och göra en lekfull parodi på den. Det har spekulerats kring om sista raden i låten "I never asked for your crutch, now don't ask for mine" var en kommentar riktad till Lennon.

## Album
- Blonde on Blonde - 1966
- The Bootleg Series Vol. 4: Bob Dylan Live 1966, The "Royal Albert Hall" Concert - 1998